# 菲利普·杜斯特-布拉齊

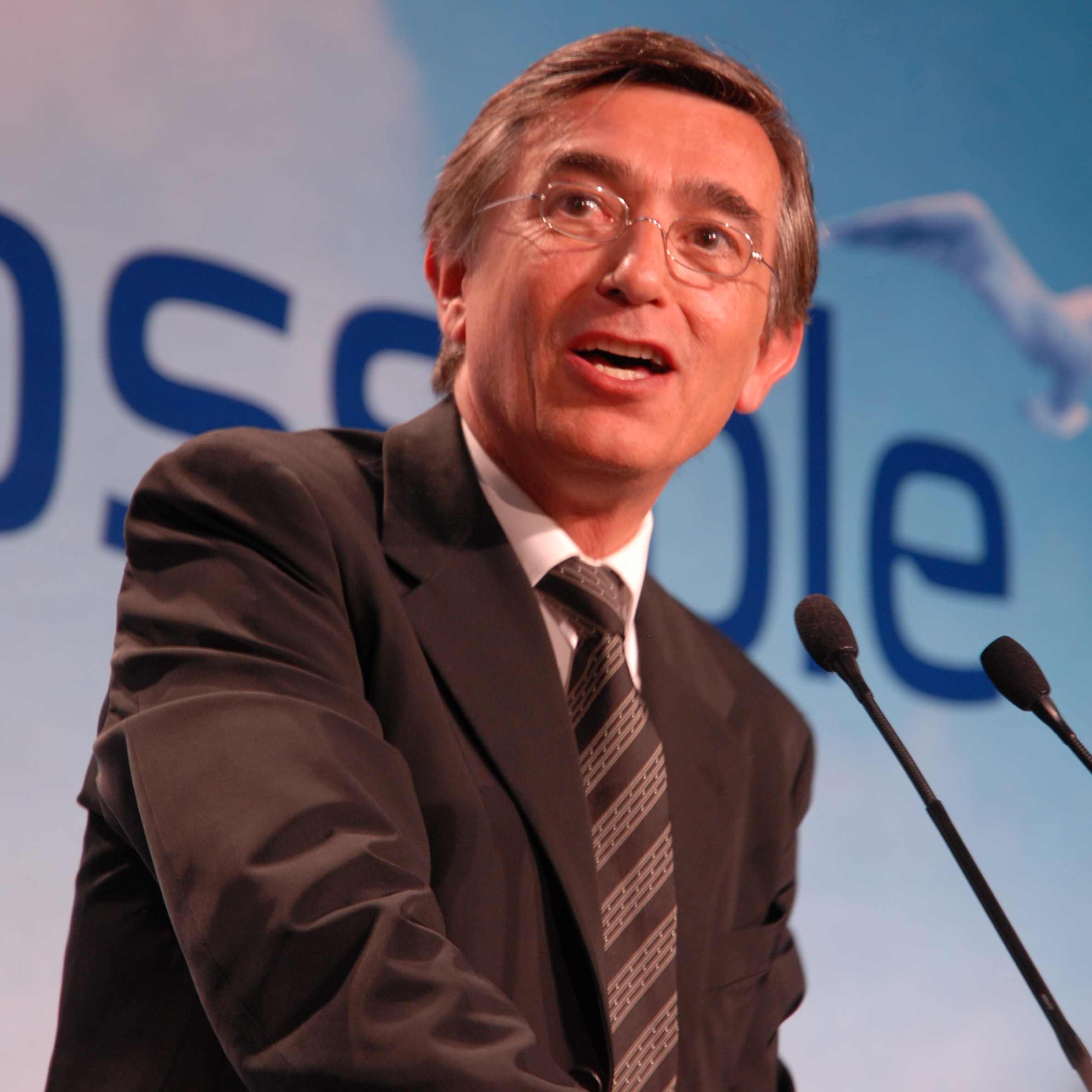
菲利普·杜斯特-布拉齊

菲利普·杜斯特-布拉齊（法語：Philippe Douste-Blazy，法語發音：[filip dust blazi]；1953年1月1日—），心臟專家，來自盧爾德的法國民主同盟中基督教民主主義者的政治家，曾任法國外交部部長。他曾經就任盧爾德市長、圖盧茲市長及法國衛生部部長。
1976年，他在圖盧茲醫科畢業，並那兒找到第一份工作。自從1986年，他以皮尔庞醫院（Hôpital de Purpan）的心臟專家名義在盧爾德及圖盧茲工作。後來他加入了法國心臟科學會。1988年，他開始在圖盧茲科學大學擔任醫科教授一職。2004年，接替让-弗朗索瓦·马泰，擔任法國衛生部部長。2005年，則接替米歇爾·巴尼耶法國外交部部長一職。